# The Walking Dead (Fernsehserie)/Episodenliste

Logo zur Serie

Die Episodenliste listet alle Episoden der US-amerikanischen Dramaserie The Walking Dead auf, sortiert nach ihrer US-amerikanischen Erstausstrahlung. Die Fernsehserie umfasst elf Staffeln mit insgesamt 177 Episoden.

## Übersicht
| Staffel | Episodenanzahl | Episodenanzahl | Erstausstrahlung USA | Erstausstrahlung USA | Deutschsprachige Erstausstrahlung | Deutschsprachige Erstausstrahlung |
| Staffel | Episodenanzahl | Episodenanzahl | Premiere             | Finale               | Premiere                          | Finale                            |
| ------- | -------------- | -------------- | -------------------- | -------------------- | --------------------------------- | --------------------------------- |
| 1       | 6              | 6              | 31. Oktober 2010     | 5. Dezember 2010     | 5. November 2010                  | 10. Dezember 2010                 |
| 2       | 13             | 13             | 16. Oktober 2011     | 18. März 2012        | 21. Oktober 2011                  | 23. März 2012                     |
| 3       | 16             | 16             | 14. Oktober 2012     | 31. März 2013        | 19. Oktober 2012                  | 5. April 2013                     |
| 4       | 16             | 16             | 13. Oktober 2013     | 30. März 2014        | 18. Oktober 2013                  | 31. März 2014                     |
| 5       | 16             | 16             | 12. Oktober 2014     | 29. März 2015        | 13. Oktober 2014                  | 30. März 2015                     |
| 6       | 16             | 16             | 11. Oktober 2015     | 3. April 2016        | 12. Oktober 2015                  | 4. April 2016                     |
| 7       | 16             | 16             | 23. Oktober 2016     | 2. April 2017        | 24. Oktober 2016                  | 3. April 2017                     |
| 8       | 16             | 16             | 22. Oktober 2017     | 15. April 2018       | 23. Oktober 2017                  | 16. April 2018                    |
| 9       | 16             | 16             | 7. Oktober 2018      | 31. März 2019        | 8. Oktober 2018                   | 1. April 2019                     |
| 10      | 22             | 16             | 6. Oktober 2019      | 4. Oktober 2020      | 7. Oktober 2019                   | 5. Oktober 2020                   |
| 10      | 22             | 6              | 28. Februar 2021     | 4. April 2021        | 1. März 2021                      | 5. April 2021                     |
| 11      | 24             | 8              | 22. August 2021      | 10. Oktober 2021     | 23. August 2021                   | 11. Oktober 2021                  |
| 11      | 24             | 8              | 20. Februar 2022     | 10. April 2022       | 21. Februar 2022                  | 11. April 2022                    |
| 11      | 24             | 8              | 2. Oktober 2022      | 20. November 2022    | 3. Oktober 2022                   | 21. November 2022                 |

## Staffel 1
Die Erstausstrahlung der ersten Staffel war vom 31. Oktober bis zum 5. Dezember 2010 beim US-amerikanischen Kabelsender AMC zu sehen. In Deutschland lief sie wenig später vom 5. November bis zum 10. Dezember 2010 auf FOX.
| Nr. (ges.) | Nr. (St.) | Deutscher Titel     | Originaltitel        | Erstausstrahlung USA | Deutschsprachige Erstausstrahlung (D) | Regie                 | Drehbuch                                          | Zuschauer (USA) |
| ---------- | --------- | ------------------- | -------------------- | -------------------- | ------------------------------------- | --------------------- | ------------------------------------------------- | --------------- |
| 1          | 1         | Gute alte Zeit      | Days Gone Bye        | 31. Okt. 2010        | 5. Nov. 2010                          | Frank Darabont        | Frank Darabont                                    | 5,35 Mio.       |
| 2          | 2         | Gefangene der Toten | Guts                 | 7. Nov. 2010         | 12. Nov. 2010                         | Michelle MacLaren     | Frank Darabont                                    | 4,71 Mio.       |
| 3          | 3         | Tag der Frösche     | Tell It to the Frogs | 14. Nov. 2010        | 19. Nov. 2010                         | Gwyneth Horder-Payton | Charles H. Eglee, Jack LoGiudice & Frank Darabont | 5,07 Mio.       |
| 4          | 4         | Vatos               | Vatos                | 21. Nov. 2010        | 26. Nov. 2010                         | Johan Renck           | Robert Kirkman                                    | 4,75 Mio.       |
| 5          | 5         | Tag 194             | Wildfire             | 28. Nov. 2010        | 3. Dez. 2010                          | Ernest R. Dickerson   | Glen Mazzara                                      | 5,56 Mio.       |
| 6          | 6         | Nichts mehr         | TS-19                | 5. Dez. 2010         | 10. Dez. 2010                         | Guy Ferland           | Adam Fierro & Frank Darabont                      | 5,97 Mio.       |

## Staffel 2
Die Erstausstrahlung der zweiten Staffel war vom 16. Oktober 2011 bis zum 18. März 2012 beim US-amerikanischen Kabelsender AMC zu sehen. In Deutschland lief die Staffel vom 21. Oktober 2011 bis zum 23. März 2012 auf FOX.
| Nr. (ges.) | Nr. (St.) | Deutscher Titel                  | Originaltitel            | Erstausstrahlung USA | Deutschsprachige Erstausstrahlung (D) | Regie                                       | Drehbuch                       | Zuschauer (USA) |
| ---------- | --------- | -------------------------------- | ------------------------ | -------------------- | ------------------------------------- | ------------------------------------------- | ------------------------------ | --------------- |
| 7          | 1         | Zukunft im Rückspiegel           | What Lies Ahead          | 16. Okt. 2011        | 21. Okt. 2011                         | Ernest R. Dickerson & Gwyneth Horder-Payton | Ardeth Bey & Robert Kirkman    | 7,26 Mio.       |
| 8          | 2         | Blutsbande                       | Bloodletting             | 23. Okt. 2011        | 28. Okt. 2011                         | Ernest R. Dickerson                         | Glen Mazzara                   | 6,70 Mio.       |
| 9          | 3         | Die letzte Kugel                 | Save the Last One        | 30. Okt. 2011        | 4. Nov. 2011                          | Phil Abraham                                | Scott M. Gimple                | 6,10 Mio.       |
| 10         | 4         | Die Cherokee Rose                | Cherokee Rose            | 6. Nov. 2011         | 11. Nov. 2011                         | Billy Gierhart                              | Evan Reilly                    | 6,29 Mio.       |
| 11         | 5         | Chupacabra                       | Chupacabra               | 13. Nov. 2011        | 18. Nov. 2011                         | Guy Ferland                                 | David Leslie Johnson           | 6,12 Mio.       |
| 12         | 6         | Beichten                         | Secrets                  | 20. Nov. 2011        | 25. Nov. 2011                         | David Boyd                                  | Angela Kang                    | 6,07 Mio.       |
| 13         | 7         | Tot oder lebendig                | Pretty Much Dead Already | 27. Nov. 2011        | 2. Dez. 2011                          | Michelle MacLaren                           | Scott M. Gimple                | 6,62 Mio.       |
| 14         | 8         | Nebraska                         | Nebraska                 | 12. Feb. 2012        | 17. Feb. 2012                         | Clark Johnson                               | Evan Reilly                    | 8,10 Mio.       |
| 15         | 9         | Am Abzug                         | Triggerfinger            | 19. Feb. 2012        | 24. Feb. 2012                         | Billy Gierhart                              | David Leslie Johnson           | 6,89 Mio.       |
| 16         | 10        | Ausgesetzt                       | 18 Miles Out             | 26. Feb. 2012        | 2. März 2012                          | Ernest Dickerson                            | Scott M. Gimple & Glen Mazzara | 7,04 Mio.       |
| 17         | 11        | Sorry, Bruder!                   | Judge, Jury, Executioner | 4. März 2012         | 9. März 2012                          | Greg Nicotero                               | Angela Kang                    | 6,77 Mio.       |
| 18         | 12        | Die besseren Engel unserer Natur | Better Angels            | 11. März 2012        | 16. März 2012                         | Guy Ferland                                 | Evan Reilly & Glen Mazzara     | 6,89 Mio.       |
| 19         | 13        | Die Mahd                         | Beside the Dying Fire    | 18. März 2012        | 23. März 2012                         | Ernest Dickerson                            | Robert Kirkman & Glen Mazzara  | 8,99 Mio.       |

## Staffel 3
Die Erstausstrahlung der dritten Staffel war vom 14. Oktober 2012 bis zum 31. März 2013 auf dem US-amerikanischen Kabelsender AMC zu sehen. Die deutschsprachige Erstausstrahlung lief beim Pay-TV-Sender FOX vom 19. Oktober 2012 bis zum 5. April 2013.
| Nr. (ges.) | Nr. (St.) | Deutscher Titel       | Originaltitel               | Erstausstrahlung USA | Deutschsprachige Erstausstrahlung (D) | Regie               | Drehbuch                   | Quoten (USA) |
| ---------- | --------- | --------------------- | --------------------------- | -------------------- | ------------------------------------- | ------------------- | -------------------------- | ------------ |
| 20         | 1         | Die Saat              | Seed                        | 14. Okt. 2012        | 19. Okt. 2012                         | Ernest Dickerson    | Glen Mazzara               | 10,87 Mio.   |
| 21         | 2         | Rosskur               | Sick                        | 21. Okt. 2012        | 26. Okt. 2012                         | Billy Gierhart      | Nichole Beattie            | 9,55 Mio.    |
| 22         | 3         | Zeit der Ernte        | Walk with Me                | 28. Okt. 2012        | 2. Nov. 2012                          | Guy Ferland         | Evan Reilly                | 10,51 Mio.   |
| 23         | 4         | Leben und Tod         | Killer Within               | 4. Nov. 2012         | 9. Nov. 2012                          | Guy Ferland         | Sang Kyu Kim               | 9,27 Mio.    |
| 24         | 5         | Anruf                 | Say the Word                | 11. Nov. 2012        | 16. Nov. 2012                         | Greg Nicotero       | Angela Kang                | 10,37 Mio.   |
| 25         | 6         | Auf der Jagd          | Hounded                     | 18. Nov. 2012        | 23. Nov. 2012                         | Dan Attias          | Scott M. Gimple            | 9,21 Mio.    |
| 26         | 7         | Tod vor der Tür       | When the Dead Come Knocking | 25. Nov. 2012        | 30. Nov. 2012                         | Dan Sackheim        | Frank Renzulli             | 10,43 Mio.   |
| 27         | 8         | Siehe, Dein Bruder    | Made to Suffer              | 2. Dez. 2012         | 7. Dez. 2012                          | Billy Gierhart      | Robert Kirkman             | 10,48 Mio.   |
| 28         | 9         | Kriegsrecht           | The Suicide King            | 10. Feb. 2013        | 15. Feb. 2013                         | Lesli Linka Glatter | Evan Reilly                | 12,26 Mio.   |
| 29         | 10        | Zuflucht              | Home                        | 17. Feb. 2013        | 22. Feb. 2013                         | Seith Mann          | Nichole Beattie            | 11,05 Mio.   |
| 30         | 11        | Judas                 | I Ain’t a Judas             | 24. Feb. 2013        | 1. März 2013                          | Greg Nicotero       | Angela Kang                | 11,01 Mio.   |
| 31         | 12        | Gesichter der Toten   | Clear                       | 3. März 2013         | 8. März 2013                          | Tricia Brock        | Scott M. Gimple            | 11,30 Mio.   |
| 32         | 13        | Das Ultimatum         | Arrow on the Doorpost       | 10. März 2013        | 15. März 2013                         | David Boyd          | Ryan C. Coleman            | 11,46 Mio.   |
| 33         | 14        | Der Fang              | Prey                        | 17. März 2013        | 22. März 2013                         | Stefan Schwartz     | Evan Reilly & Glen Mazzara | 10,84 Mio.   |
| 34         | 15        | Der Strick des Jägers | This Sorrowful Life         | 24. März 2013        | 29. März 2013                         | Greg Nicotero       | Scott M. Gimple            | 10,99 Mio.   |
| 35         | 16        | Stirb und töte        | Welcome to the Tombs        | 31. März 2013        | 5. Apr. 2013                          | Ernest Dickerson    | Glen Mazzara               | 12,42 Mio.   |

## Staffel 4
Die Erstausstrahlung der vierten Staffel war vom 13. Oktober 2013 bis zum 30. März 2014 auf dem US-amerikanischen Kabelsender AMC zu sehen. Die deutschsprachige Erstausstrahlung sendete der Pay-TV-Sender FOX vom 18. Oktober 2013 bis zum 31. März 2014.
| Nr. (ges.) | Nr. (St.) | Deutscher Titel        | Originaltitel               | Erstausstrahlung USA | Deutschsprachige Erstausstrahlung (D) | Regie              | Drehbuch                          | Quoten (USA) |
| ---------- | --------- | ---------------------- | --------------------------- | -------------------- | ------------------------------------- | ------------------ | --------------------------------- | ------------ |
| 36         | 1         | Kein Tag ohne Unglück  | 30 Days Without an Accident | 13. Okt. 2013        | 18. Okt. 2013                         | Greg Nicotero      | Scott M. Gimple                   | 16,11 Mio.   |
| 37         | 2         | Tod, überall Tod       | Infected                    | 20. Okt. 2013        | 25. Okt. 2013                         | Guy Ferland        | Angela Kang                       | 13,95 Mio.   |
| 38         | 3         | Quarantäne             | Isolation                   | 27. Okt. 2013        | 1. Nov. 2013                          | Dan Sackheim       | Robert Kirkman                    | 12,92 Mio.   |
| 39         | 4         | Im Zweifel             | Indifference                | 3. Nov. 2013         | 8. Nov. 2013                          | Tricia Brock       | Matt Negrete                      | 13,31 Mio.   |
| 40         | 5         | Die Krankheit zum Tode | Internment                  | 10. Nov. 2013        | 15. Nov. 2013                         | David Boyd         | Channing Powell                   | 12,20 Mio.   |
| 41         | 6         | Lebendköder            | Live Bait                   | 17. Nov. 2013        | 22. Nov. 2013                         | Michael Uppendahl  | Nichole Beattie                   | 12,00 Mio.   |
| 42         | 7         | Handicap               | Dead Weight                 | 24. Nov. 2013        | 29. Nov. 2013                         | Jeremy Podeswa     | Curtis Gwinn                      | 11,29 Mio.   |
| 43         | 8         | Kein Zurück            | Too Far Gone                | 1. Dez. 2013         | 6. Dez. 2013                          | Ernest Dickerson   | Seth Hoffman                      | 12,05 Mio.   |
| 44         | 9         | Für Dich               | After                       | 9. Feb. 2014         | 10. Feb. 2014                         | Greg Nicotero      | Robert Kirkman                    | 15,76 Mio.   |
| 45         | 10        | Neben dem Gleis        | Inmates                     | 16. Feb. 2014        | 17. Feb. 2014                         | Tricia Brock       | Matthew Negrete & Channing Powell | 13,34 Mio.   |
| 46         | 11        | Besetzt                | Claimed                     | 23. Feb. 2014        | 24. Feb. 2014                         | Seith Mann         | Nichole Beattie & Seth Hoffman    | 13,12 Mio.   |
| 47         | 12        | Alkohol                | Still                       | 2. März 2014         | 3. März 2014                          | Julius Ramsay      | Angela Kang                       | 12,61 Mio.   |
| 48         | 13        | Allein                 | Alone                       | 9. März 2014         | 10. März 2014                         | Ernest Dickerson   | Curtis Gwinn                      | 12,65 Mio.   |
| 49         | 14        | Schonung               | The Grove                   | 16. März 2014        | 17. März 2014                         | Michael Satrazemis | Scott M. Gimple                   | 12,87 Mio.   |
| 50         | 15        | Vereint                | Us                          | 23. März 2014        | 24. März 2014                         | Greg Nicotero      | Nichole Beattie & Seth Hoffman    | 13,47 Mio.   |
| 51         | 16        | Terminus               | A                           | 30. März 2014        | 31. März 2014                         | Michelle MacLaren  | Scott M. Gimple & Angela Kang     | 15,68 Mio.   |

## Staffel 5
Die Erstausstrahlung der fünften Staffel war vom 12. Oktober 2014 bis zum 29. März 2015 auf dem US-amerikanischen Kabelsender AMC zu sehen. Die deutschsprachige Erstausstrahlung sendete der Pay-TV-Sender FOX vom 13. Oktober 2014 bis zum 30. März 2015.
| Nr. (ges.) | Nr. (St.) | Deutscher Titel           | Originaltitel                     | Erstausstrahlung USA | Deutschsprachige Erstausstrahlung (D) | Regie                 | Drehbuch                       | Quoten (USA) |
| ---------- | --------- | ------------------------- | --------------------------------- | -------------------- | ------------------------------------- | --------------------- | ------------------------------ | ------------ |
| 52         | 1         | Keine Zuflucht            | No Sanctuary                      | 12. Okt. 2014        | 13. Okt. 2014                         | Greg Nicotero         | Scott M. Gimple                | 17,29 Mio.   |
| 53         | 2         | Gabriel                   | Strangers                         | 19. Okt. 2014        | 20. Okt. 2014                         | David Boyd            | Robert Kirkman                 | 15,14 Mio.   |
| 54         | 3         | Vier Wände und ein Dach   | Four Walls and a Roof             | 26. Okt. 2014        | 27. Okt. 2014                         | Jeffrey F. January    | Angela Kang                    | 13,80 Mio.   |
| 55         | 4         | Slabtown                  | Slabtown                          | 2. Nov. 2014         | 3. Nov. 2014                          | Michael E. Satrazemis | Matthew Negrete                | 14,52 Mio.   |
| 56         | 5         | Selbsthilfe               | Self Help                         | 9. Nov. 2014         | 10. Nov. 2014                         | Ernest Dickerson      | Heather Bellson                | 13,53 Mio.   |
| 57         | 6         | Verschwunden              | Consumed                          | 16. Nov. 2014        | 17. Nov. 2014                         | Seith Mann            | Matthew Negrete                | 14,07 Mio.   |
| 58         | 7         | Zug um Zug                | Crossed                           | 23. Nov. 2014        | 24. Nov. 2014                         | Billy Gierhart        | Seth Hoffman                   | 13,33 Mio.   |
| 59         | 8         | Coda                      | Coda                              | 30. Nov. 2014        | 1. Dez. 2014                          | Ernest Dickerson      | Angela Kang                    | 14,81 Mio.   |
| 60         | 9         | Der hohe Preis fürs Leben | What Happened and What’s Going On | 8. Feb. 2015         | 9. Feb. 2015                          | Greg Nicotero         | Scott M. Gimple                | 15,64 Mio.   |
| 61         | 10        | Lebende Tote              | Them                              | 15. Feb. 2015        | 16. Feb. 2015                         | Julius Ramsay         | Heather Bellson                | 12,26 Mio.   |
| 62         | 11        | Akrasia                   | The Distance                      | 22. Feb. 2015        | 23. Feb. 2015                         | Larysa Kondracki      | Seth Hoffman                   | 13,44 Mio.   |
| 63         | 12        | Erinnerung                | Remember                          | 1. März 2015         | 2. März 2015                          | Greg Nicotero         | Channing Powell                | 14,43 Mio.   |
| 64         | 13        | Vergessen                 | Forget                            | 8. März 2015         | 9. März 2015                          | David Boyd            | Corey Reed                     | 14,53 Mio    |
| 65         | 14        | Falsches Licht            | Spend                             | 15. März 2015        | 16. März 2015                         | Jennifer Lynch        | Matthew Negrete                | 13,78 Mio    |
| 66         | 15        | Helfer                    | Try                               | 22. März 2015        | 23. März 2015                         | Michael E. Satrazemis | Angela Kang                    | 13,76 Mio    |
| 67         | 16        | Herrsche                  | Conquer                           | 29. März 2015        | 30. März 2015                         | Greg Nicotero         | Scott M. Gimple & Seth Hoffman | 15,78 Mio    |

## Staffel 6
Im Oktober 2014 verlängerte AMC die Serie um eine sechste Staffel, die vom 11. Oktober 2015 bis 3. April 2016 ausgestrahlt wurde. Die deutschsprachige Erstausstrahlung sendete der Pay-TV-Sender FOX jeweils einen Tag nach Erstausstrahlung auf AMC.
| Nr. (ges.) | Nr. (St.) | Deutscher Titel          | Originaltitel      | Erstausstrahlung USA | Deutschsprachige Erstausstrahlung (D) | Regie                 | Drehbuch                          | Zuschauer (USA) | Quoten (DE, FOX) |
| ---------- | --------- | ------------------------ | ------------------ | -------------------- | ------------------------------------- | --------------------- | --------------------------------- | --------------- | ---------------- |
| 68         | 1         | Herdentrieb              | First Time Again   | 11. Okt. 2015        | 12. Okt. 2015                         | Greg Nicotero         | Scott M. Gimple & Matt Negrete    | 14,63 Mio.      | 0,40 Mio.        |
| 69         | 2         | Kämpfer                  | JSS                | 18. Okt. 2015        | 19. Okt. 2015                         | Jennifer Lynch        | Seth Hoffman                      | 12,18 Mio.      | 0,43 Mio.        |
| 70         | 3         | Danke                    | Thank You          | 25. Okt. 2015        | 26. Okt. 2015                         | Michael Slovis        | Angela Kang                       | 13,14 Mio.      | 0,38 Mio.        |
| 71         | 4         | Hier ist nicht hier      | Here’s Not Here    | 1. Nov. 2015         | 2. Nov. 2015                          | Stephen Williams      | Scott M. Gimple                   | 13,34 Mio.      | 0,40 Mio.        |
| 72         | 5         | Hier und Jetzt           | Now                | 8. Nov. 2015         | 9. Nov. 2015                          | Avi Youabian          | Corey Reed                        | 12,44 Mio.      | 0,35 Mio.        |
| 73         | 6         | Wer die Wahl hat         | Always Accountable | 15. Nov. 2015        | 16. Nov. 2015                         | Jeffrey F. January    | Heather Bellson                   | 12,87 Mio.      | 0,36 Mio.        |
| 74         | 7         | Die Wand                 | Heads Up           | 22. Nov. 2015        | 23. Nov. 2015                         | David Boyd            | Channing Powell                   | 13,22 Mio.      | 0,38 Mio.        |
| 75         | 8         | Nicht das Ende           | Start to Finish    | 29. Nov. 2015        | 30. Nov. 2015                         | Michael E. Satrazemis | Matthew Negrete                   | 13,98 Mio.      | 0,39 Mio.        |
| 76         | 9         | In der Falle             | No Way Out         | 14. Feb. 2016        | 15. Feb. 2016                         | Greg Nicotero         | Seth Hoffman                      | 13,74 Mio.      | 0,35 Mio.        |
| 77         | 10        | Die neue Welt            | The Next World     | 21. Feb. 2016        | 22. Feb. 2016                         | Kari Skogland         | Angela Kang & Corey Reed          | 13,48 Mio.      | —                |
| 78         | 11        | Lösung                   | Knots Untie        | 28. Feb. 2016        | 29. Feb. 2016                         | Michael E. Satrazemis | Matthew Negrete & Channing Powell | 12,79 Mio.      | —                |
| 79         | 12        | Die Nacht vor dem Morgen | Not Tomorrow Yet   | 6. März 2016         | 7. März 2016                          | Greg Nicotero         | Seth Hoffman                      | 12,82 Mio.      | —                |
| 80         | 13        | Im selben Boot           | The Same Boat      | 13. März 2016        | 14. März 2016                         | Billy Gierhart        | Angela Kang                       | 12,53 Mio.      | —                |
| 81         | 14        | Keine Gleise             | Twice As Far       | 20. März 2016        | 21. März 2016                         | Alrick Riley          | Matthew Negrete                   | 12,69 Mio.      | —                |
| 82         | 15        | Nach Osten               | East               | 27. März 2016        | 28. März 2016                         | Michael E. Satrazemis | Scott M. Gimple & Channing Powell | 12,38 Mio.      | —                |
| 83         | 16        | Der letzte Tag auf Erden | Last Day on Earth  | 3. Apr. 2016         | 4. Apr. 2016                          | Greg Nicotero         | Scott M. Gimple & Matthew Negrete | 14,20 Mio.      | —                |

## Staffel 7
Am 30. Oktober 2015 verlängerte AMC die Serie um eine siebte Staffel, die vom 23. Oktober 2016 bis 3. April 2017 ausgestrahlt wurde. Die deutschsprachige Erstausstrahlung der Episoden sendete der Pay-TV-Sender FOX jeweils einen Tag später.
| Nr. (ges.) | Nr. (St.) | Deutscher Titel                   | Originaltitel                          | Erstausstrahlung USA | Deutschsprachige Erstausstrahlung (D) | Regie                 | Drehbuch                                       | Zuschauer (USA) | Quoten (DE, FOX) |
| ---------- | --------- | --------------------------------- | -------------------------------------- | -------------------- | ------------------------------------- | --------------------- | ---------------------------------------------- | --------------- | ---------------- |
| 84         | 1         | Der Tag wird kommen               | The Day Will Come When You Won’t Be    | 23. Okt. 2016        | 24. Okt. 2016                         | Greg Nicotero         | Scott M. Gimple                                | 17,03 Mio.      | 0,36 Mio.        |
| 85         | 2         | Der Brunnen                       | The Well                               | 30. Okt. 2016        | 31. Okt. 2016                         | Greg Nicotero         | Matthew Negrete                                | 12,46 Mio.      | 0,44 Mio.        |
| 86         | 3         | Die Zelle                         | The Cell                               | 6. Nov. 2016         | 7. Nov. 2016                          | Alrick Riley          | Angela Kang                                    | 11,72 Mio.      | —                |
| 87         | 4         | Fron                              | Service                                | 13. Nov. 2016        | 14. Nov. 2016                         | David Boyd            | Corey Reed                                     | 11,40 Mio.      | —                |
| 88         | 5         | Draufgänger                       | Go Getters                             | 20. Nov. 2016        | 21. Nov. 2016                         | Darnell Martin        | Channing Powell                                | 11,00 Mio.      | —                |
| 89         | 6         | Der Schwur                        | Swear                                  | 27. Nov. 2016        | 28. Nov. 2016                         | Michael E. Satrazemis | David Leslie Johnson                           | 10,40 Mio.      | —                |
| 90         | 7         | Sing mir ein Lied                 | Sing Me a Song                         | 4. Dez. 2016         | 5. Dez. 2016                          | Rosemary Rodriguez    | Angela Kang & Corey Reed                       | 10,48 Mio.      | —                |
| 91         | 8         | Unsere Herzen schlagen noch       | Hearts Still Beating                   | 11. Dez. 2016        | 12. Dez. 2016                         | Michael E. Satrazemis | Matthew Negrete & Channing Powell              | 10,58 Mio.      | —                |
| 92         | 9         | Der Stein in der Straße           | Rock in the Road                       | 12. Feb. 2017        | 13. Feb. 2017                         | Greg Nicotero         | Angela Kang                                    | 12,00 Mio.      | 0,36 Mio.        |
| 93         | 10        | Neue beste Freunde                | New Best Friends                       | 19. Feb. 2017        | 20. Feb. 2017                         | Jeffrey January       | Channing Powell                                | 11,08 Mio.      | —                |
| 94         | 11        | Wir sind Negan                    | Hostiles and Calamities                | 26. Feb. 2017        | 27. Feb. 2017                         | Kari Skogland         | David Leslie Johnson                           | 10,42 Mio.      | —                |
| 95         | 12        | Sag Ja                            | Say Yes                                | 5. März 2017         | 6. März 2017                          | Greg Nicotero         | Matthew Negrete                                | 10,16 Mio.      | —                |
| 96         | 13        | Begrabt mich hier                 | Bury Me Here                           | 12. März 2017        | 13. März 2017                         | Alrick Riley          | Scott M. Gimple                                | 10,68 Mio.      | —                |
| 97         | 14        | Auf die andere Seite              | The Other Side                         | 19. März 2017        | 20. März 2017                         | Michael E. Satrazemis | Angela Kang                                    | 10,32 Mio.      | —                |
| 98         | 15        | Was wir brauchen                  | Something They Need                    | 26. März 2017        | 27. März 2017                         | Michael Slovis        | Corey Reed                                     | 10,54 Mio.      | —                |
| 99         | 16        | Heute beginnt der Rest des Lebens | The First Day of the Rest of Your Life | 2. Apr. 2017         | 3. Apr. 2017                          | Greg Nicotero         | Scott M. Gimple, Angela Kang & Matthew Negrete | 11,31 Mio.      | —                |

## Staffel 8
Die Erstausstrahlung der achten Staffel war vom 22. Oktober 2017 bis zum 15. April 2018 auf dem US-amerikanischen Kabelsender AMC zu sehen. Die deutschsprachige Erstausstrahlung der Episoden sendete der Pay-TV-Sender FOX jeweils einen Tag später.
| Nr. (ges.) | Nr. (St.) | Deutscher Titel               | Originaltitel                 | Erstausstrahlung USA | Deutschsprachige Erstausstrahlung (D) | Regie                 | Drehbuch                                                                                                 | Zuschauer (USA) | Quoten (DE, FOX) |
| ---------- | --------- | ----------------------------- | ----------------------------- | -------------------- | ------------------------------------- | --------------------- | --- | --------------- | ---------------- |
| 100        | 1         | Erster Kampf                  | Mercy                         | 22. Okt. 2017        | 23. Okt. 2017                         | Greg Nicotero         | Scott M. Gimple                                                                                          | 11,44 Mio.      | 0,51 Mio.        |
| 101        | 2         | Die Verdammten                | The Damned                    | 29. Okt. 2017        | 30. Okt. 2017                         | Rosemary Rodriguez    | Matthew Negrete & Channing Powell                                                                        | 8,92 Mio.       | –                |
| 102        | 3         | Wir oder Die                  | Monsters                      | 5. Nov. 2017         | 6. Nov. 2017                          | Greg Nicotero         | Matthew Negrete & Channing Powell                                                                        | 8,52 Mio.       | –                |
| 103        | 4         | Nur irgendwer                 | Some Guy                      | 12. Nov. 2017        | 13. Nov. 2017                         | Dan Liu               | David Leslie Johnson                                                                                     | 8,69 Mio.       | –                |
| 104        | 5         | Die Beichte                   | The Big Scary U               | 19. Nov. 2017        | 20. Nov. 2017                         | Michael E. Satrazemis | Story: Scott M. Gimple & David Leslie Johnson & Angela Kang Teleplay: David Leslie Johnson & Angela Kang | 7,85 Mio.       | –                |
| 105        | 6         | Der König, die Witwe und Rick | The King, the Widow, and Rick | 26. Nov. 2017        | 27. Nov. 2017                         | John Polson           | Angela Kang & Corey Reed                                                                                 | 8,28 Mio.       | –                |
| 106        | 7         | Für Danach                    | Time for After                | 3. Dez. 2017         | 4. Dez. 2017                          | Larry Teng            | Matthew Negrete & Corey Reed                                                                             | 7,47 Mio.       | –                |
| 107        | 8         | Kampf um die Zukunft          | How It’s Gotta Be             | 10. Dez. 2017        | 11. Dez. 2017                         | Michael E. Satrazemis | David Leslie Johnson & Angela Kang                                                                       | 7,89 Mio.       | –                |
| 108        | 9         | Ehre                          | Honor                         | 25. Feb. 2018        | 26. Feb. 2018                         | Greg Nicotero         | Matt Negrete & Channing Powell                                                                           | 8,28 Mio.       | –                |
| 109        | 10        | Botschaften                   | The Lost and the Plunderers   | 4. März 2018         | 5. März 2018                          | David Boyd            | Angela Kang & Channing Powell & Corey Reed                                                               | 6,82 Mio.       | –                |
| 110        | 11        | Flucht nach Hilltop           | Dead or Alive Or              | 11. März 2018        | 12. März 2018                         | Michael E. Satrazemis | Eddie Guzelian                                                                                           | 6,60 Mio.       | –                |
| 111        | 12        | Der Schlüssel zur Zukunft     | The Key                       | 18. März 2018        | 19. März 2018                         | Greg Nicotero         | Corey Reed & Channing Powell                                                                             | 6,66 Mio.       | –                |
| 112        | 13        | Der Weg der Toten             | Do Not Send Us Astray         | 25. März 2018        | 26. März 2018                         | Jeffrey J. January    | Angela Kang & Matthew Negrete                                                                            | 6,77 Mio.       | –                |
| 113        | 14        | Ich sterbe nicht              | Still Gotta Mean Something    | 1. Apr. 2018         | 2. Apr. 2018                          | Michael E. Satrazemis | Eddie Guzelian                                                                                           | 6,30 Mio.       | –                |
| 114        | 15        | Die rechte Hand               | Worth                         | 8. Apr. 2018         | 9. Apr. 2018                          | Michael Slovis        | David Leslie Johnson & Corey Reed                                                                        | 6,67 Mio.       | –                |
| 115        | 16        | Zorn                          | Wrath                         | 15. Apr. 2018        | 16. Apr. 2018                         | Greg Nicotero         | Scott Gimple & Angela Kang & Matthew Negrete                                                             | 7,92 Mio.       | –                |

## Staffel 9
Im Oktober 2017 wurde die Serie um eine neunte Staffel verlängert, die zwischen dem 7. Oktober 2018 und 31. März 2019 in den Vereinigten Staaten und ab dem 8. Oktober 2018 jeweils einen Tag später in Deutschland ausgestrahlt wurde.
| Nr. (ges.) | Nr. (St.) | Deutscher Titel            | Originaltitel    | Erstausstrahlung USA | Deutschsprachige Erstausstrahlung (D) | Regie                    | Drehbuch                                         | Zuschauer (USA) | Quoten (DE, Fox) |
| ---------- | --------- | -------------------------- | ---------------- | -------------------- | ------------------------------------- | ------------------------ | ------------------------------------------------ | --------------- | ---------------- |
| 116        | 1         | Ein neuer Anfang           | A New Beginning  | 7. Okt. 2018         | 8. Okt. 2018                          | Greg Nicotero            | Angela Kang                                      | 6,08 Mio.       | 0,28 Mio.        |
| 117        | 2         | Die Brücke                 | The Bridge       | 14. Okt. 2018        | 15. Okt. 2018                         | Daisy von Scherler Mayer | David Leslie Johnson-McGoldrick                  | 4,95 Mio.       | –                |
| 118        | 3         | Keine Ausnahmen            | Warning Signs    | 21. Okt. 2018        | 22. Okt. 2018                         | Dan Liu                  | Corey Reed                                       | 5,04 Mio.       | –                |
| 119        | 4         | Hungerstreik               | The Obliged      | 28. Okt. 2018        | 29. Okt. 2018                         | Rosemary Rodriguez       | Geraldine Inoa                                   | 5,10 Mio.       | –                |
| 120        | 5         | Wach auf                   | What Comes After | 4. Nov. 2018         | 5. Nov. 2018                          | Greg Nicotero            | Matthew Negrete & Scott M. Gimple                | 5,41 Mio.       | –                |
| 121        | 6         | Die Welt dreht sich weiter | Who Are You Now? | 11. Nov. 2018        | 12. Nov. 2018                         | Larry Teng               | Eddie Guzelian                                   | 5,40 Mio.       | –                |
| 122        | 7         | Stradivarius               | Stradivarius     | 18. Nov. 2018        | 19. Nov. 2018                         | Michael Cudlitz          | Vivian Tse                                       | 4,79 Mio.       | –                |
| 123        | 8         | Geflüster                  | Evolution        | 25. Nov. 2018        | 26. Nov. 2018                         | Michael E. Satrazemis    | David Leslie Johnson-McGoldrick                  | 5,09 Mio.       | –                |
| 124        | 9         | Home Sweet Home            | Adaptation       | 10. Feb. 2019        | 11. Feb. 2019                         | Greg Nicotero            | Corey Reed                                       | 5,16 Mio.       | –                |
| 125        | 10        | Lydia                      | Omega            | 17. Feb. 2019        | 18. Feb. 2019                         | David Boyd               | Channing Powell                                  | 4,54 Mio.       | –                |
| 126        | 11        | Damit leben                | Bounty           | 24. Feb. 2019        | 25. Feb. 2019                         | Meera Mennon             | Matthew Negrete                                  | 4,39 Mio.       | –                |
| 127        | 12        | Anführer                   | Guardians        | 3. März 2019         | 4. März 2019                          | Michael E. Satrazemis    | LaToya Morgan                                    | 4,71 Mio.       | –                |
| 128        | 13        | Engpass                    | Chokepoint       | 10. März 2019        | 11. März 2019                         | Liesl Tommy              | Eddie Guzelian & David Leslie Johnson-McGoldrick | 4,83 Mio.       | –                |
| 129        | 14        | Narben                     | Scars            | 17. März 2019        | 18. März 2019                         | Millicent Shelton        | Corey Reed & Vivian Tse                          | 4,57 Mio.       | –                |
| 130        | 15        | Die Ruhe davor             | The Calm Before  | 24. März 2019        | 25. März 2019                         | Laura Belsey             | Geraldine Inoa & Channing Powell                 | 4,15 Mio.       | –                |
| 131        | 16        | Der Sturm                  | The Storm        | 31. März 2019        | 1. Apr. 2019                          | Greg Nicotero            | Angela Kang                                      | 5,02 Mio.       | –                |

## Staffel 10
Am 4. Februar 2019 wurde bekannt, dass AMC die Serie um eine zehnte Staffel verlängert, die seit dem 6. Oktober 2019 in den Vereinigten Staaten und seit dem 7. Oktober 2019 in Deutschland ausgestrahlt wird. Aufgrund der Schließung des Synchronstudios in Zeiten der COVID-19-Pandemie in Deutschland wurden die 14. und 15. Episode der Staffel vorerst lediglich im Originalton bzw. mit Untertiteln ausgestrahlt. Die deutschsprachige Synchronfassung der Episoden 14 und 15 wurde am 3. Juni 2020 nachgereicht.
Am 24. März 2020 gab das Produktionsunternehmen bekannt, dass die Postproduktion der finalen Folge aufgrund der Coronavirus-Pandemie nicht wie geplant durchgeführt werden kann und die Staffel somit vorübergehend mit der 15. Episode endet. Die finale Episode der 10. Staffel sollte zu einem späteren Zeitpunkt ausgestrahlt werden.
Am 24. Juli 2020 gab AMC bekannt, die 16. Folge am 4. Oktober 2020 ausstrahlen zu wollen. Zusätzlich erhalte die zehnte Staffel sechs weitere Folgen, die ab dem 28. Februar 2021 ausgestrahlt werden sollen. Die Anzahl der Folgen in Staffel 10 erhöht sich damit auf 22. Die erste Episode der Bonus-Episoden wird eine Woche zuvor auf dem Streamingdienst AMC+ veröffentlicht, während die weiteren Episoden jeweils drei Tage vor AMC auf der Plattform erscheinen werden.
| Nr. (ges.) | Nr. (St.) | Deutscher Titel            | Originaltitel               | Erstausstrahlung USA | Deutschsprachige Erstausstrahlung (D) | Regie                    | Drehbuch                                            | Zuschauer (USA) | Quoten (DE, Fox) |
| ---------- | --------- | -------------------------- | --------------------------- | -------------------- | ------------------------------------- | ------------------------ | --------------------------------------------------- | --------------- | ---------------- |
| 132        | 1         | Überschrittene Grenzen     | Lines We Cross              | 6. Okt. 2019         | 7. Okt. 2019                          | Greg Nicotero            | Angela Kang                                         | 4,00 Mio.       | 0,22 Mio.        |
| 133        | 2         | Wir sind das Ende der Welt | We Are the End of the World | 13. Okt. 2019        | 14. Okt. 2019                         | Greg Nicotero            | Nicole Mirante-Matthews                             | 3,47 Mio.       | –                |
| 134        | 3         | Geister                    | Ghosts                      | 20. Okt. 2019        | 21. Okt. 2019                         | David Boyd               | Jim Barnes                                          | 3,48 Mio.       | –                |
| 135        | 4         | Masken                     | Silence the Whisperers      | 27. Okt. 2019        | 28. Okt. 2019                         | Michael Cudlitz          | Geraldine Inoa                                      | 3,31 Mio.       | –                |
| 136        | 5         | Diebstahl und Lügen        | What It Always Is           | 3. Nov. 2019         | 4. Nov. 2019                          | Laura Belsey             | Eli Jorne                                           | 3,09 Mio.       | –                |
| 137        | 6         | Neue Verbindungen          | Bonds                       | 10. Nov. 2019        | 11. Nov. 2019                         | Dan Liu                  | Kevin Deiboldt                                      | 3,21 Mio.       | 0,16 Mio.        |
| 138        | 7         | Mach die Augen auf         | Open Your Eyes              | 17. Nov. 2019        | 18. Nov. 2019                         | Michael Cudlitz          | Corey Reed                                          | 3,31 Mio.       | –                |
| 139        | 8         | Nichts ist wie zuvor       | The World Before            | 24. Nov. 2019        | 25. Nov. 2019                         | John Dahl                | Julia Ruchman                                       | 3,21 Mio.       | –                |
| 140        | 9         | Zukunft oder Rache?        | Squeeze                     | 23. Feb. 2020        | 24. Feb. 2020                         | Michael E. Satrazemis    | David Leslie Johnson-McGoldrick                     | 3,52 Mio.       | –                |
| 141        | 10        | Hinterhalt                 | Stalker                     | 1. März 2020         | 2. März 2020                          | Bronwen Hughes           | Jim Barnes                                          | 3,16 Mio.       | –                |
| 142        | 11        | Von Angesicht zu Angesicht | Morning Star                | 8. März 2020         | 9. März 2020                          | Michael E. Satrazemis    | Julia Ruchman & Vivian Tse                          | 2,93 Mio.       | –                |
| 143        | 12        | Was Alpha will             | Walk with Us                | 15. März 2020        | 16. März 2020                         | Greg Nicotero            | Eli Jorné & Nicole Mirante-Matthews                 | 3,49 Mio.       | –                |
| 144        | 13        | Michonnes Weg              | What We Become              | 22. März 2020        | 23. März 2020                         | Sharat Raju              | Vivian Tse                                          | 3,66 Mio.       | –                |
| 145        | 14        | Abschiede                  | Look at the Flowers         | 29. März 2020        | 3. Juni 2020                          | Daisy von Scherler Mayer | Channing Powell                                     | 3,26 Mio.       | –                |
| 146        | 15        | Prinzessin                 | The Tower                   | 5. Apr. 2020         | 3. Juni 2020                          | Laura Belsey             | Kevin Deiboldt & Julia Ruchman                      | 3,49 Mio.       | –                |
| 147        | 16        | Unter Feinden              | A Certain Doom              | 4. Okt. 2020         | 5. Okt. 2020                          | Greg Nicotero            | Corey Reed Idee: Jim Barnes, Eli Jorné & Corey Reed | 2,73 Mio.       | –                |
| 148        | 17        | Home Sweet Home            | Home Sweet Home             | 28. Feb. 2021        | 1. März 2021                          | David Boyd               | Kevin Deiboldt & Corey Reed                         | 2,89 Mio.       | –                |
| 149        | 18        | Findet Mich                | Find Me                     | 7. März 2021         | 8. März 2021                          | David Boyd               | Nicole Mirante-Matthews                             | 2,26 Mio.       | –                |
| 150        | 19        | Das Versteck               | One More                    | 14. März 2021        | 15. März 2021                         | Laura Belsey             | Erik Mountain & Jim Barnes                          | 2,17 Mio.       | –                |
| 151        | 20        | Gefangen                   | Splinter                    | 21. März 2021        | 22. März 2021                         | Laura Belsey             | Julia Ruchman & Vivian Tse                          | 2,11 Mio.       | –                |
| 152        | 21        | Weit auseinander           | Diverged                    | 28. März 2021        | 29. März 2021                         | David Boyd               | Heather Bellson                                     | 1,94 Mio.       | –                |
| 153        | 22        | Hier kommt Negan           | Here’s Negan                | 4. Apr. 2021         | 5. Apr. 2021                          | Laura Belsey             | David Leslie Johnson-McGoldrick                     | 2,12 Mio.       | –                |

## Staffel 11
Bereits vor Premiere der 10. Staffel gab Angela Kang auf der Comic-Con in New York bekannt, dass die Serie um eine elfte Staffel verlängert wurde. Am 9. September 2020 wurde bekannt, dass die elfte Staffel insgesamt 24 Episoden beinhalten wird und gleichzeitig das Serienfinale darstellt.
Die Erstausstrahlung findet seit dem 22. August 2021 auf dem TV-Sender AMC statt. Die deutschsprachige Erstausstrahlung findet nur eine Stunde nach US-Ausstrahlung, seit dem 23. August 2021 deutscher Zeit, auf dem Pay-TV-Sender ProSieben Fun statt. Anschließend werden die Episoden bei Disney+ veröffentlicht. 
| Nr. (ges.) | Nr. (St.) | Deutscher Titel                         | Originaltitel    | Erstausstrahlung USA | Deutschsprachige Erstausstrahlung (D) | Regie               | Drehbuch                                      | Quoten (USA) |
| ---------- | --------- | --------------------------------------- | ---------------- | -------------------- | ------------------------------------- | ------------------- | --------------------------------------------- | ------------ |
| 154        | 1         | Acheron: Teil I                         | Acheron: Part I  | 22. Aug. 2021        | 23. Aug. 2021                         | Kevin Dowling       | Angela Kang & Jim Barnes                      | 2,22 Mio.    |
| 155        | 2         | Acheron: Teil II                        | Acheron: Part II | 29. Aug. 2021        | 30. Aug. 2021                         | Kevin Dowling       | Angela Kang & Jim Barnes                      | 1,99 Mio.    |
| 156        | 3         | Gejagt                                  | Hunted           | 5. Sep. 2021         | 6. Sep. 2021                          | Frederick E.O. Toye | Vivian Tse                                    | 1,87 Mio.    |
| 157        | 4         | Ansichten                               | Rendition        | 12. Sep. 2021        | 13. Sep. 2021                         | Frederick E.O. Toye | Nicole Mirante-Matthews                       | 1,88 Mio.    |
| 158        | 5         | Aus der Asche                           | Out of the Ashes | 19. Sep. 2021        | 20. Sep. 2021                         | Greg Nicotero       | LaToya Morgan                                 | 1,91 Mio.    |
| 159        | 6         | Von innen herausIm Inneren 1            | On the Inside    | 26. Sep. 2021        | 27. Sep. 2021                         | Greg Nicotero       | Kevin Deiboldt                                | 1,78 Mio.    |
| 160        | 7         | VersprechenGebrochene Versprechen 1     | Promises Broken  | 3. Okt. 2021         | 4. Okt. 2021                          | Sharat Raju         | Julia Ruchman                                 | 1,89 Mio.    |
| 161        | 8         | Bis aufs BlutFür Blut 1                 | For Blood        | 10. Okt. 2021        | 11. Okt. 2021                         | Sharat Raju         | Erik Mountain                                 | 1,91 Mio.    |
| 162        | 9         | Der einzige WegKein anderer Weg 1       | No Other Way     | 20. Feb. 2022        | 21. Feb. 2022                         | Jon Amiel           | Corey Reed                                    | 1,76 Mio.    |
| 163        | 10        | Neuer LebensraumNeue Orte des Grauens 1 | New Haunts       | 27. Feb. 2022        | 28. Feb. 2022                         | Jon Amiel           | Magali Lozano                                 | 1,60 Mio.    |
| 164        | 11        | AbtrünnigEin abtrünniges Element 1      | Rogue Element    | 6. März 2022         | 7. März 2022                          | Michael Cudlitz     | David Leslie Johnson-McGoldrick               | 1,67 Mio.    |
| 165        | 12        | Die Glücklichen                         | The Lucky Ones   | 13. März 2022        | 14. März 2022                         | Tawnia McKiernan    | Vivian Tse                                    | 1,58 Mio.    |
| 166        | 13        | KriegsherrenWarlords 1                  | Warlords         | 20. März 2022        | 21. März 2022                         | Loren Yaconelli     | Jim Barnes & Erik Mountain                    | 1,79 Mio.    |
| 167        | 14        | Der verdorbene Kern                     | The Rotten Core  | 27. März 2022        | 28. März 2022                         | Marcus Stokes       | Erik Mountain & Jim Barnes                    | 1,55 Mio.    |
| 168        | 15        | Vertrauen                               | Trust            | 3. Apr. 2022         | 4. Apr. 2022                          | Lily Mariye         | Kevin Deiboldt                                | 1,67 Mio.    |
| 169        | 16        | Höhere Gewalt (Gott)                    | Acts of God      | 10. Apr. 2022        | 11. Apr. 2022                         | Catriona McKenzie   | Nicole Mirante-Matthews                       | 1,61 Mio.    |
| 170        | 17        | Lockdown                                | Lockdown         | 2. Okt. 2022         | 3. Okt. 2022                          | Greg Nicotero       | Julia Ruchman                                 | 1,19 Mio.    |
| 171        | 18        | Ein neuer Deal                          | A New Deal       | 9. Okt. 2022         | 10. Okt. 2022                         | Jeffrey F. January  | Corey Reed & Kevin Deiboldt Idee: Corey Reed  | 1,35 Mio.    |
| 172        | 19        | Variante                                | Variant          | 16. Okt. 2022        | 17. Okt. 2022                         | Karen Gaviola       | Vivian Tse                                    | 1,36 Mio.    |
| 173        | 20        | Was verloren gegangen ist               | What’s Been Lost | 23. Okt. 2022        | 24. Okt. 2022                         | Aisha Tyler         | Erik Mountain                                 | 1,36 Mio.    |
| 174        | 21        | Außenposten 22                          | Outpost 22       | 30. Okt. 2022        | 31. Okt. 2022                         | Tawnia McKiernan    | Jim Barnes                                    | 1,50 Mio.    |
| 175        | 22        | Glaube                                  | Faith            | 6. Nov. 2022         | 7. Nov. 2022                          | Rose Troche         | Nicole Mirante-Matthews & Magali Lozano       | 1,39 Mio.    |
| 176        | 23        | Familie                                 | Family           | 13. Nov. 2022        | 14. Nov. 2022                         | Sharat Raju         | Magali Lozano, Erik Mountain & Kevin Deiboldt | 1,47 Mio.    |
| 177        | 24        | Ruhe in Frieden                         | Rest in Peace    | 20. Nov. 2022        | 21. Nov. 2022                         | Greg Nicotero       | Corey Reed & Jim Barnes Idee: Angela Kang     | 2,27 Mio.    |

## Specials
| Nr. (ges.) | Nr. (St.) | Originaltitel      | Erstausstrahlung USA | Quoten (USA) |
| --- | --------- | ------------------ | -------------------- | ------------ |
| 1 | 1         | The Journey So Far | 16. Okt. 2016        | 2,18 Mio.    |
| Zweistündiges Special mit einem Rückblick auf die ersten sechs Staffeln der Serie inklusive Interviews mit Darstellern und Produzenten. |           |                    |                      |              |

## Webserien
Für die zweite Staffel wurde eine sechsteilige Webserie produziert, die am 3. Oktober 2011 auf der Website von AMC online gestellt wurde. Die Webserie trägt den Titel The Walking Dead: Torn Apart und erzählt in sechs Webisoden die Geschichte von Hanna, dem sogenannten „Bicycle Girl“. Das „Bicycle Girl“ ist das Beißermädchen, welches von Rick in der ersten Episode der ersten Staffel in der Nähe des Krankenhauses erlöst wurde. Das Drehbuch der Webisoden schrieb John Esposito, Regie führte Greg Nicotero.
Auch für die dritte Staffel wurde eine vierteilige Webserie gedreht, die den Titel The Walking Dead: Cold Storage trägt. Erzählt wird darin die Geschichte von Chase, einem jungen Mann, der Schutz in einem großen Lagerhaus sucht und dort auf andere Überlebende trifft. Darunter auch der Hausmeister B.J., der anscheinend etwas zu verbergen hat. Zudem findet Chase in einem Lagerraum Dinge von Rick und ein Foto von Ricks Familie. Seit dem 1. Oktober 2012 sind die Webisoden auf der Website von AMC online verfügbar. Greg Nicotero führte wieder Regie und John Esposito schrieb wieder das Drehbuch. Die Hauptrollen spielen Josh Stewart und Daniel Roebuck.
Für die vierte Staffel wurde die 3-teilige Webserie The Walking Dead: The Oath am 1. Oktober 2013 auf amctv.com bereitgestellt. Zeitlich sind die Webepisoden an die erste Staffel angeknüpft. Hierbei wird die Geschichte von Karina und Paul erzählt, die, nachdem ihr Camp überrannt wurde, in das Krankenhaus flüchten, wo der angeschossene Rick liegt. Die Rollen wurden durch Ashley Bell, Wyatt Russell und Ellen Greene besetzt. Greg Nicotero führte, wie schon bei den anderen Webepisoden, Regie und war für die Story zuständig.